# Ginatilan
Ginatilan là một đô thị hạng 5 ở tỉnh Cebu, Philippines. Theo điều tra dân số năm 2007, đô thị này có dân số 13,654 người.
Kinh tế địa phương dựa vào ngành ngư nghiệp, hành chính, nông trại.

## Các đơn vị dân cư

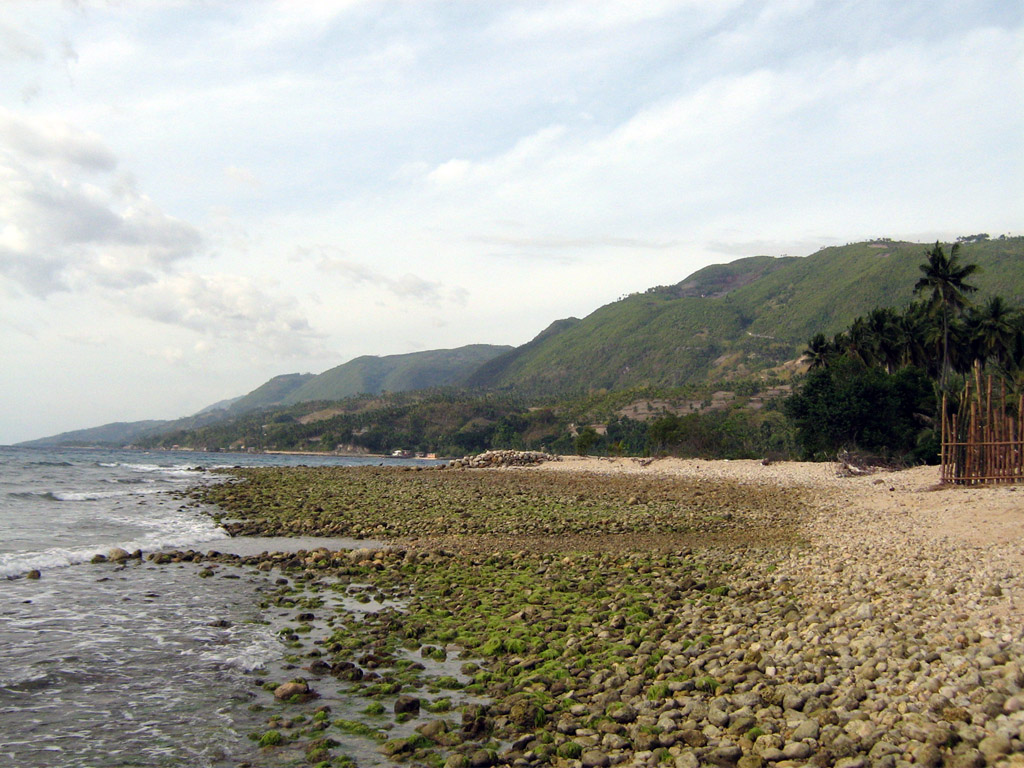
Bờ biển Ginatilan.

Ginatilan được chia thành các đơn vị hành chính gồm 14 khu dân cư (khu phố) (barangay).
- Anao
- Cagsing
- Calabawan
- Cambagte
- Campisong
- Cañorong
- Guilungsuran (G-Beach)
- Guiwanon
- Looc
- Malatbo
- Mangaco
- Palanas
- Poblacion
- Salamanca
- San Roque